# Озёрное (Усть-Канский район)
Озёрное (алт. Кан Кара-Суу) — село в Усть-Канском районе Республики Алтай России. Входит в состав Козульского сельского поселения.

## История
До революции входило в состав Томской губернии.

## География
Расположено в горно-степной зоне западной части Республики Алтай и находится у реки Чёрная (алт. Кара-Суу).
Уличная сеть состоит из трёх географических объектов: ул. Казакова, ул. Кыдрашева (в честь Чёта Кыдрашевича Кыдрашева) и ул. Новая.

## Население
| 2010 | 2011 | 2012 | 2013 | 2014 | 2015 |
| ---- | ---- | ---- | ---- | ---- | ---- |
| 181  | →181 | ↗190 | ↘188 | ↘184 | ↘180 |
| 2016 |      |      |      |      |      |
| ↘172 |      |      |      |      |      |

Национальный состав
Согласно результатам переписи 2002 года, в национальной структуре населения алтайцы составляли 100 % от общей численности населения в 163 жителя

## Известные жители
Чёт Кыдрашевич Кыдрашев — советский государственный и политический деятель, председатель Горно-Алтайского областного исполнительного комитета (1944—1948).

## Инфраструктура
Личное подсобное хозяйство. Животноводство.

## Транспорт
Находится на автодороге регионального значения «Теньга — Озерное» (идентификационный номер 84К-99) протяженностью 10,104 км. (Постановление Правительства Республики Алтай от 12.04.2018 N 107 «Об утверждении Перечня автомобильных дорог общего пользования регионального значения Республики Алтай и признании утратившими силу некоторых постановлений Правительства Республики Алтай»).
Просёлочные дороги.